# Група Чај...одличан
Група Чај...одличан је алтернативна нишка уметничка група која креира/ради од краја 2001. године. Основали су је Душан Цветковић Тони Радев, Владимир Павловић Предраг Стаменковић, окупљени око исте идеје - промовисање чисте алтернативе у различитим медијима.
Осим уметничког стварања, група је значајна и због организовања бројних културниха дешавања и  окупља све већи број стрипара и љубитеља цртања и анимације из Ниша и околине, као и организовања конкурса за стрип и пропратних изложби, од којих је била најпосећеније изложба у Нишу 2003. године (близу 10.000 посетилаца).

## Разлози оснивања Групе
Група је основана са жељом њених чланова да се „поигравају” са областима које нису одговарале традиционалним формама стваралаштва и да визуелне пројекте заснују на актуелним искуствима везаним за феномен пост-објективне уметности.
Окупљени око исте идеје Душан Цветковић Тони Радев, Владимир Павловић Предраг Стаменковић, започели су, пре свега да сопственим стваралаштвом промовишу чисте алтернативе у различитим медијима, прво - стрипу, потом - анимацији, илустрацији, видеу, low-fi (филмској продукцији, самиздатском издаваштву.
Такође циљ оснивања групе била је и тежња „да се избегне лажан сјаја и униформност поравнаног укуса који тренутно влада етаблираном стрипском сценом, демистификује стрипски квадрат и сам стрипски процес”, и тиме делима припадника Групе омогући што непосредније обраћање гледаоцу-читаоцу. 

## Историјат
Групу су основали с краја 2001. године ентузијасти из Ниша и Јужне Србије коју су чинили Душан Цветковић Тони Радев, Владимир Павловић и Предраг Стаменковић. Током њиховог постојања више од 10 година, Групи се прикључило још неколико заљубљеника стрип стваралаштва.
Убрзо су чланови групе постали признати и добили епитет „јужносрбијански родоначелнци стваралаштва тзв. флеш-генерације”, за коју је „авангарда постао софтвер” по речима Лава Мановића.
Поред бављења стрипом, илустрацијом, анимацијом, група Чај...одличан, огранизује и бројна културна дешавања и око њих окупља све већи број стрипара и љубитеља цртања и анимације. До сада су, самостално или у сарадњи са другим организацијама, организовали више едукативних радионица, сајмова и изложби стрипа и видео пројекција у Нишу и околини, а своје стваралаштво представили су и у другим градовима.

## Уметничко стваралаштво
У свету стрип група, Група Чај...одличан изашли из кружока стрипа и од себе формирали легитимни уметнички кластер, утицајан углавном на југу Србије, али са експонентима који су већ одавно регионално и инострано признати аутори на пољу девете уметности.
Групу која се састоји од више чланова, и коју чини различити индивидуални приступ стваралштву, са различитом визијом, ипаки удружује и један лепи „коктел чаја, уметности и стрипа”.

## Изложбе и фестивали
| Година | Изложбе                                                                                        | Фестивали и сајмови                                |
| ------ | ---------------------------------------------------------------------------------------------- | -------------------------------------------------- |
| 2002.  | - Конкурс СЗА за стрип, ГСЛУ Ниш, Павиљон у тврђави                                            |                                                    |
| 2003.  | - Промоција групе, Ремонт, Београд - Конкурс за стрип Ниш, ГСЛУ Ниш, Павиљон Србија            | - Промоција групе, Фестивал анимираног филма Врање |
| 2004.  | - Конкурс за стрип, ГСЛУ Ниш Павиљон „Србија”                                                  |                                                    |
| 2005.  | - Промоција групе, Европска кућа - Промоција групе, 8. балканска смотра стрип аутора, Лесковац | - Промоција групе, Фестивали ZALET, Зајечар        |
| 2006.  | - Изложба групе Кафе TIME - Конкурс за „Стрип Ниш”, ГСЛУ Ниш, Павиљон у тврђави                | - Промоција групе, на ЕХИТ фестивалу               |
| 2007.  | - Промоција групе, Србијански филмски фестивал                                                 | - Промоција групе, ХСФ Херцег Нови                 |
| 2008.  | - Изложба групе, Културни центар Нишка Бања                                                    |                                                    |
| 2010.  | - Ретроспектива 10. година групе, Друштво архитеката Ниша                                      |                                                    |
| 2011.  | - Промоција групе, Ноћ музеја, Народна библиотека Ниш                                          | - Промоција групе, Фестивали ZALET, Зајечар        |
| 2013.  | - Промоција групе, Ноћ музеја, Ниш                                                             |                                                    |

## Учешће у пројектима[3]
- 2005. Едукативна радионица кратког видеа Low-fi са полазницима старости око 20 година, Ниш.
- 2005. Мировни караван кроз СФР Југославији, у својству модератора стрип радионице.
- 2006/2008/2009. Фестивал видеа Важна је идеја. Организатор фестивала је био Одбора за грађанску иницијативу Ниш.
- 2007/2010/2001. Школа стрипа за децу, узраста основне школе на Дечијем одељењу Народне библиотеке Стеван Сремац Ниш.
- 2008/2011. Едукативне радионице на ЗАЛЕТ фестивалу, Зајечар
- 2008/2009. Коорганизатори 9. и 10. сајма КЕФ, Рекс, Београд.

## Награде и признања
Група је више пута су награђивани за видео радове. Неке од значајнијих су:
- 2002. Прва награда за видео рад Слике транзиције, за рад Транзиције нема - РЕКС културни центар Б92.
- 2003. Best cheap animation Luxus fest, Кршко, Словенија
- 2003. Прва награда за видео рад Јавна тајна.
- 2007. Награда РЕКС-а на 8. сајму кратке електронске форме (КЕФ 8).